# Бьеловарско-Билогорска
Бьеловарско-Билогорска, Бьеловарско-Билогорская жупания (хорв. Bjelovarsko-bilogorska županija) — жупания в центральной части Хорватии. Жупания названа по крупнейшему городу Бьеловару и возвышенности Било-Гора, расположенной в северной части жупании.

## География
Площадь жупании — 2640 км². На севере граничит с жупанией Копривничко-Крижевачка, на северо-востоке — с Вировитичко-Подравска, на юго-востоке — с Пожешко-Славонска, на юго-западе — с Сисачко-Мославачка и на западе — с жупанией Загребачка. Бьеловарско-Билогорска — одна из трёх хорватских жупаний, не имеющих границ с другими государствами.

## Население и административное деление
В соответствии с данными переписи 2001 года, на территории жупании проживало 133 084 человек, по национальному составу они распределяются следующим образом:
- хорваты 82,56 %
- сербы 7,08 %
- чехи 5,33 %
- прочие 5,03 %

Значительная чешская община проживает в городе Дарувар и его окрестностях.
В административном отношении жупания делится на 23 муниципальных образования (5 городов, 18 общин):
- Город Бьеловар, столица жупании, 27 783 человек
- Город Дарувар, 9815 человек
- Город Гарешница, 4252 человек
- Город Грубишно-Поле, 3171 человек
- Город Чазма, 2878 человек
- Община Берек
- Община Дежановац
- Община Джуловац
- Община Херцеговац
- Община Иванска
- Община Капела
- Община Кончаница
- Община Нова-Рача
- Община Ровище
- Община Северин
- Община Сирач
- Община Шандровац
- Община Штефанье
- Община Велика-Писаница
- Община Велика-Трновитица
- Община Велики-Грджевац
- Община Велико-Тройство
- Община Зрински-Тополовац